# Coomera River
Coomera River är ett vattendrag i Australien. Det ligger i delstaten Queensland, omkring 59 kilometer sydost om delstatshuvudstaden Brisbane. Genomsnittlig årsnederbörd är 1 424 millimeter. Den regnigaste månaden är januari, med i genomsnitt 275 mm nederbörd, och den torraste är oktober, med 21 mm nederbörd.